# 價值區隔
價值區隔訂價
在價值區隔訂價下，賣者會辨別出並非所有顧客皆能提供相同的價值。眾所皆知的帕雷托法则說明了公司80％的利益通常來自於
前20％的顧客。說明了一家公司的收益和利潤來自於一個A＋的群體。這些顧客一直都是最忠誠而且將品牌推薦給他們的朋友和熟人。
頻繁的廣告使得這群人首先去購買，甚至重複購買。這些是品牌忠誠度極高的顧客，其提供了公司重要的價值。
必須辨別跟注意A＋或A的顧客在網站上出現。這些顧客可能對價格不敏感，
因為其了解到公司或品牌提供了較好的利益（免費升級和特別待遇）並獲取了他們的忠誠。
在C群的顧客是價格追求者或是不常使用相關產品。B群的顧客對價格敏感但會比C群使用更多樣的相關產品。
賣者目標為保持A顧客群的忠誠度和讓其他群體往價值高處前進。例如A能優先取得剩餘存貨。
給高價值的顧客在第一次購買新產品時給予優惠（例如，Amazon的免運費）。
相反的，B和C的顧客群常常尋找低價，折扣是不能創造品牌的忠誠度，他們是持續追求價格的品牌轉換者。
這些顧客群或許喜愛透過頻繁的e-mail才會知道該品牌的價格和該品牌的競爭利益。
賣者能夠使用技術建立資料庫，來提高顧客群的價值